# ریوجی فوجیتا
ریوجی فوجیتا (انگلیسی: Ryuji Fujita; ۱۳ آوریل ۱۹۰۷ – ۲۸ ژانویهٔ ۱۹۶۵) نقاش بود.
از افتخارات وی میتوان به کسب مدال برنز نقاشی در بخش مسابقات هنری بازی‌های المپیک تابستانی ۱۹۳۶ اشاره کرد.